# Świeradówka
Świeradówka (niem. Steinbach) – potok górski w południowo-zachodniej Polsce, w woj. dolnośląskim, w Górach Izerskich, lewy dopływ Kwisy, długość ok. 2,9 km, źródła na wysokości ok. 1020 m n.p.m., ujście – ok. 460 m n.p.m..

## Opis
Wypływa z północnych zboczy Wysokiego Grzbietu Gór Izerskich, w obniżeniu między Łużcem a Stogiem Izerskim. Płynie stromą dolinką wciętą w zbocze Wysokiego Grzbietu, ku północnemu wschodowi, niżej ku północy. Uchodzi do Kwisy w centrum Świeradowa.